# Enzo Serafin
Enzo Serafin (Venezia, 16 aprile 1912 – Roma, 27 dicembre 1995) è stato un direttore della fotografia italiano. Nel 1953 Serafin vinse il Nastro d'Argento alla migliore fotografia per le sue opere.

## Filmografia parziale

### Cinema
- Cercasi bionda bella presenza, regia di Pina Renzi (1942)
- Musica proibita, regia di Carlo Campogalliani (1942)
- Romanzo a passo di danza (Piruetas juveniles), regia di Giancarlo Cappelli e Salvio Valenti (1946)
- Quando gli angeli dormono (Cuando los ángeles duermen), regia di Ricardo Gascón (1947)
- Cronaca di un amore, regia di Michelangelo Antonioni (1950)
- Le due verità, regia di Antonio Leonviola (1951)
- La signora senza camelie, regia di Michelangelo Antonioni (1953)
- I vinti, regia di Michelangelo Antonioni (1953)
- Siamo donne, regia di Gianni Franciolini, Alfredo Guarini, Roberto Rossellini, Luchino Visconti e Luigi Zampa (1953)
- Viaggio in Italia, regia di Roberto Rossellini (1954)
- Ragazze d'oggi, regia di Luigi Zampa (1955)
- Ballerina e Buon Dio, regia di Antonio Leonviola (1958)
- Vento di passioni (Raw Wind in Eden), regia di Richard Wilson (1958)
- Le notti dei teddy boys, regia di Leopoldo Savona (1959)
- Gli amori di Ercole, regia di Carlo Ludovico Bragaglia (1960)
- Apocalisse sul fiume giallo, regia di Renzo Merusi (1960)
- L'ultimo dei Vikinghi, regia di Giacomo Gentilomo (1961)
- I sette peccati capitali (Les sept péchés capitaux), registi vari (1962)
- Wounds of Hunger, regia di George Sherman (1963)
- Scanzonatissimo, regia di Dino Verde (1963)
- Sette a Tebe, regia di Luigi Vanzi (1964)
- Una moglie americana, regia di Gian Luigi Polidoro (1965)
- I giorni dell'ira, regia di Tonino Valerii (1967)
- La porta del cannone, regia di Leopoldo Savona (1969)
- Il segreto dei soldati di argilla, regia di Luigi Vanzi (1970)
- A cuore freddo, regia di Riccardo Ghione (1971)
- L'isola misteriosa e il capitano Nemo, regia di Juan Antonio Bardem (1973)